# ミュージックアパートメント パピヨン
『ミュージックアパートメント パピヨン』は、2005年10月7日から2007年9月28日までエフエム山陰 (V-air) で放送されていたラジオ番組である。
今岡弘義と南さやかがパーソナリティを務めていた金曜午後のワイド番組で、音楽を中心とする内容で放送。ジャパンエフエムネットワーク制作の『FM Radio Shopping』や『若槻千夏 ACADEMY』などもコーナーに擁していた。
2007年6月29日までは2部構成の番組であった。2006年1月時点での放送時間は金曜 13:00 - 16:30, 17:30 - 19:00（日本標準時、以下同）で、間の時間帯には『要のある音楽』や『LOOKING UP FRIDAY』などの別番組が放送されていた。
2007年7月6日からは金曜 13:30 - 19:00 の放送になり、なおかつ5時間半に及ぶノンストップ放送を行っていた。この放送方式は、その3か月後にスタートした『〜V-tunes gate〜MIRACLE P.M.』の金曜放送分へと引き継がれた。

## タイムテーブル
2007年7月の番組リニューアル以後のものを記載。
- 13:30 最新新譜情報
- 14:20 門脇茶屋民話でティー・ブレイク[2]
- 14:30 プチトリップ
- 14:35 リスペクトアーティスト（特集）
- 15:00 3時の踊り場（テーマメールリクエスト） - 2007年6月までは14時台のコーナーで、コーナータイトルも「2時の踊り場」であった。
- 16:00 フリーテーマリクエスト
- 16:15 山陰エンタテイメント
- 16:30 アルバムリコメンド
- 17:00 日経ニュース
- 17:05 フリーテーマリクエスト
- 17:30 トラフィックレポート
- 17:40 ムービー
- 17:45 ウェザーリポート
- 17:50 gooランキング
- 18:15 チョイ前ジュークボックス（第1・3週） / お元気ですか溝口善兵衛です（第2・4週）
- 18:25 山陰中央新報ニュース
- 18:30 フリーテーマリクエスト